# وایسنباخ بای لایتسن
وایسنباخ بای لایتسن (به آلمانی: Weißenbach bei Liezen) یک منطقهٔ مسکونی در اتریش است که در ناحیه لیتسن واقع شده‌است. وایسنباخ بای لایتسن ۳۵٫۸۲ کیلومتر مربع مساحت دارد ۶۵۴ متر بالاتر از سطح دریا واقع شده‌است.